# Margarinotus reichardti
Margarinotus reichardti är en skalbaggsart som beskrevs av Kryzhanovskij och Reichardt 1976. Margarinotus reichardti ingår i släktet Margarinotus och familjen stumpbaggar. Inga underarter finns listade i Catalogue of Life.